# Associatie van hondsroos en jeneverbes
De associatie van hondsroos en jeneverbes (Roso-Juniperetum) is een associatie uit het verbond van sleedoorn en meidoorn (Carpino-Prunion). Het is een plantengemeenschap die voorkomt op voormalige en extensief begraasde, zandige en voedselarme graslanden, en die gedomineerd wordt door jeneverbesstruiken.
Deze associatie is zeer zeldzaam in Nederland en komt niet voor in Vlaanderen.

## Naamgeving en codering
- Duits: Hundsrosen-Wacholder-Gebüsch
- Syntaxoncode voor Nederland (rVvN): r40Ab02

De wetenschappelijke naam Roso-Juniperetum is afgeleid van de botanische namen van de dominante soorten van de associatie, de hondsroos (Rosa canina) en de jeneverbes (Juniperus communis).

## Fysiognomie
De associatie van hondsroos en jeneverbes vormt een zeer grillig, open, 2–6 m hoog struweel gedomineerd door jeneverbesstruiken, afgewisseld met andere doorn- en stekelstruiken. Het struweel vormt een mozaïek van hoge en lage bosjes, doorkruist door veepaadjes. Een echte, gestructureerde boomlaag is meestal afwezig.
De kruidlaag is meestal soortenrijk en goed ontwikkeld, net als de moslaag.

## Ecologie
De associatie van hondsroos en jeneverbes komt voor op oligtrofe, basenrijke, neutrale tot matig zure, droge tot vochtige zandbodem. Ze wordt vooral aangetroffen langs kleine riviertjes op de overgang van stroomruggen naar hoger gelegen, droge zandgronden, op voormalige of extensief begraasde, oligotrofe weidegronden.

## Verspreiding
Het verspreidingsgebied van de associatie van hondsroos en jeneverbes is beperkt tot atlantisch en subatlantisch Europa, van Zuid-Zweden over Denemarken tot in Midden-Duitsland.
In Nederland zijn nog fragmenten van deze associatie te vinden langs de Overijsselse Vecht.
In Vlaanderen komt deze associatie niet voor.

## Diagnostische taxa voor Nederland

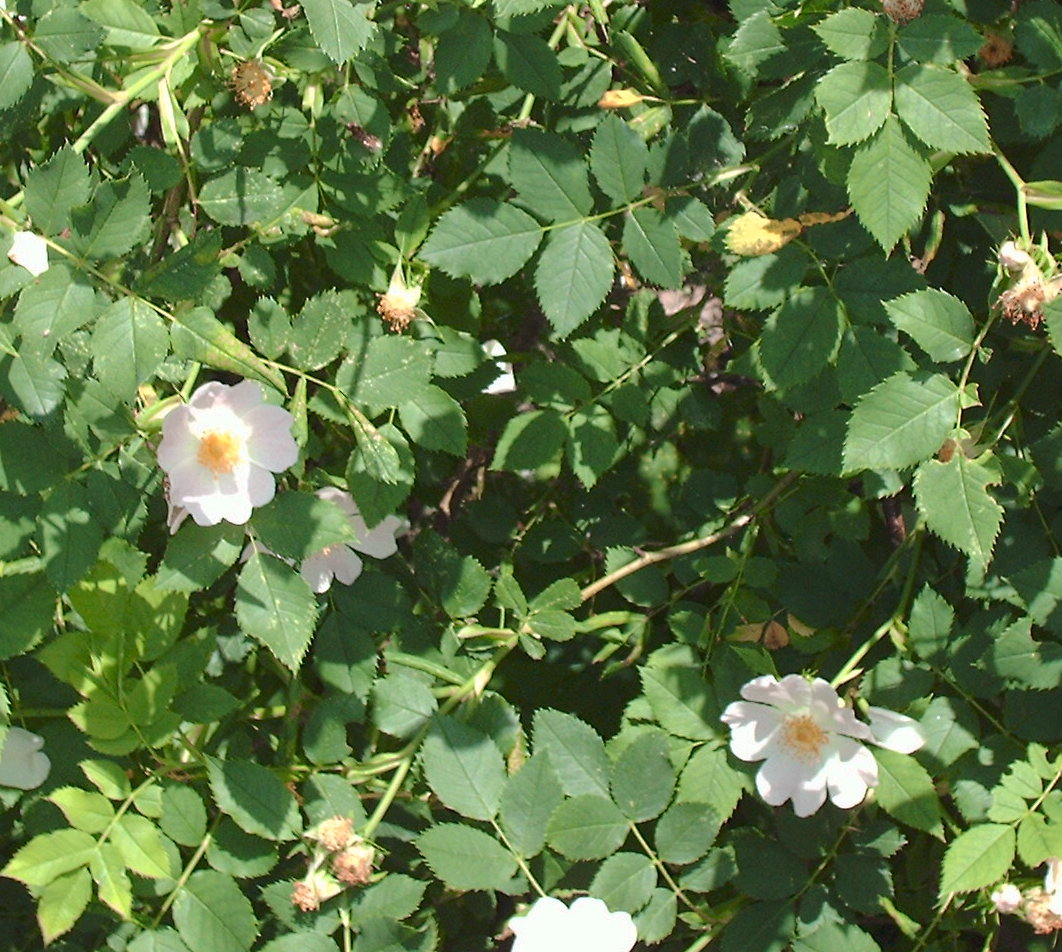
Hondsroos

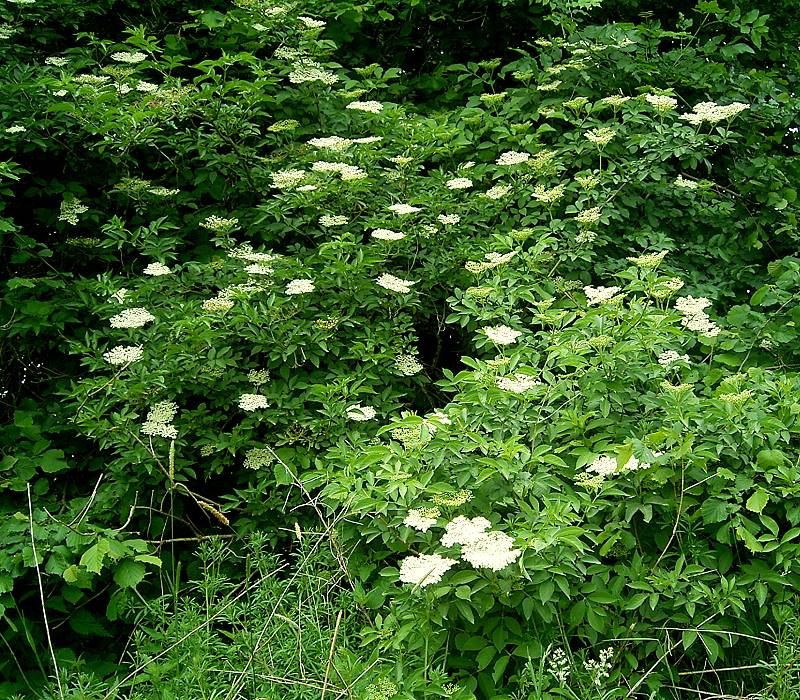
Gewone vlier

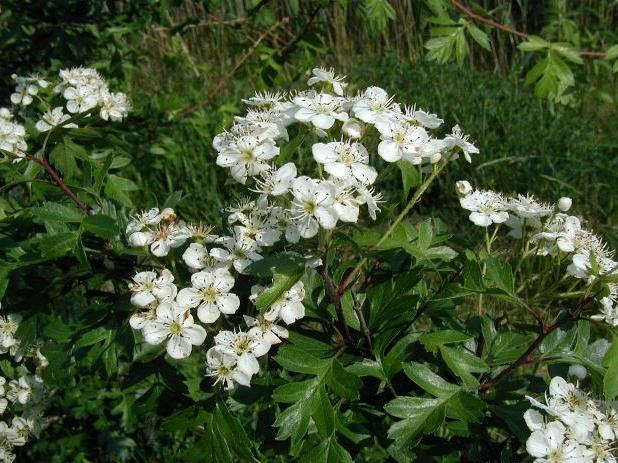
Eenstijlige meidoorn

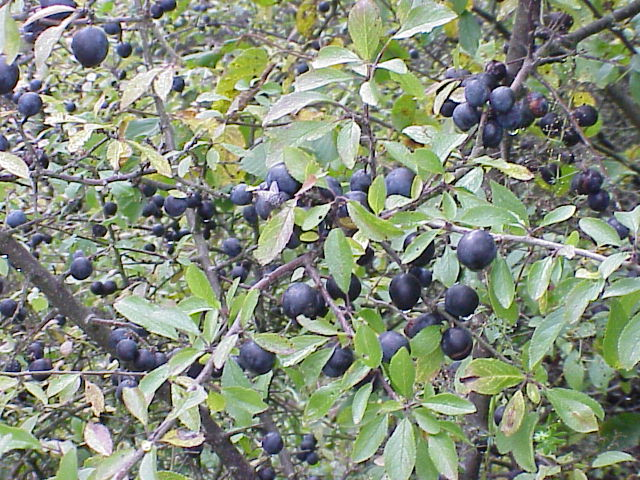
Sleedoorn

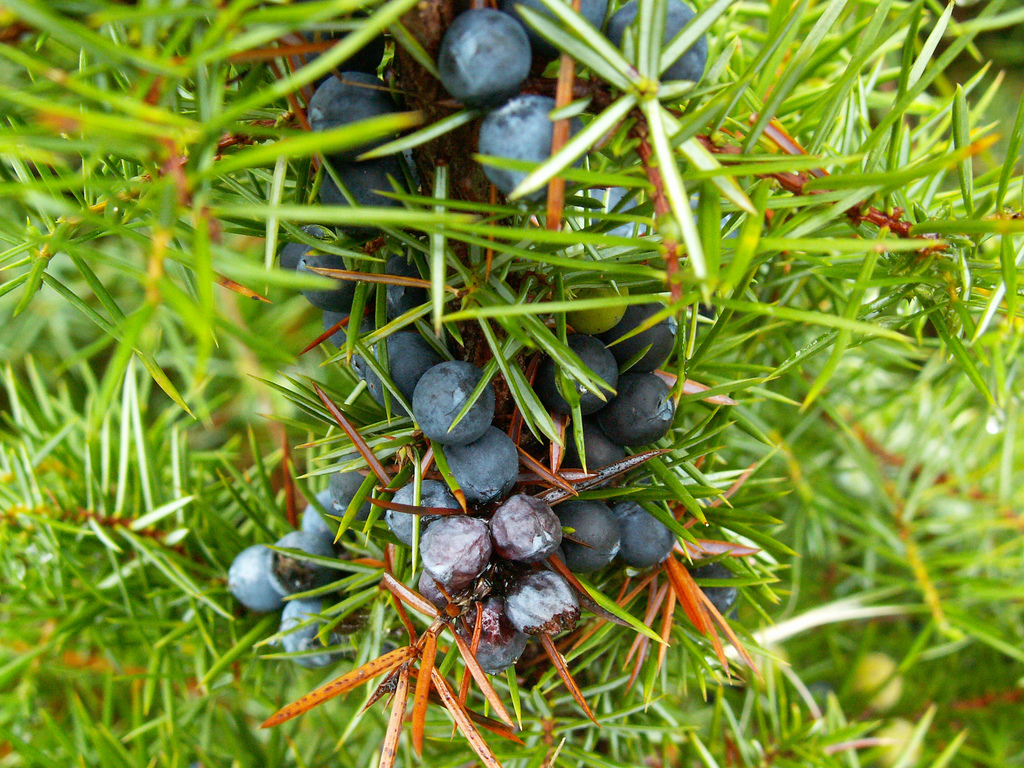
Jeneverbes

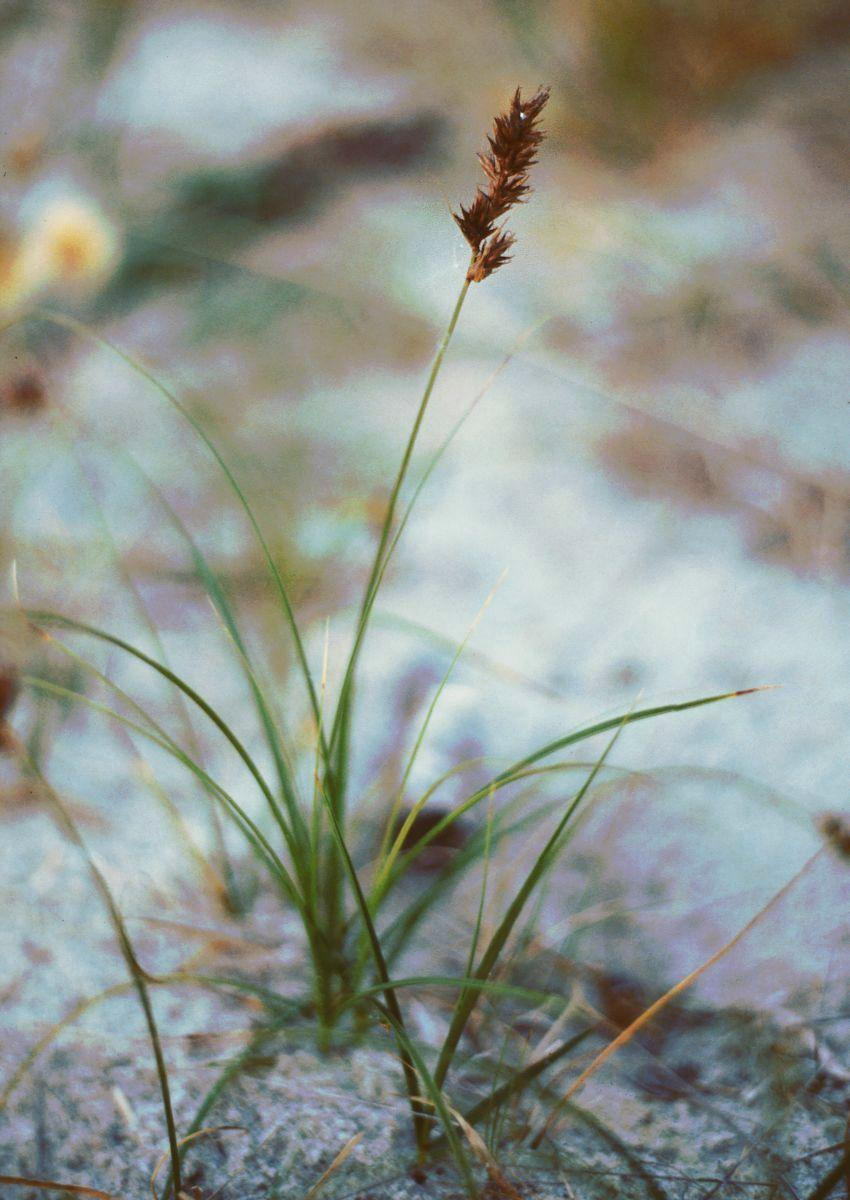
Zandzegge

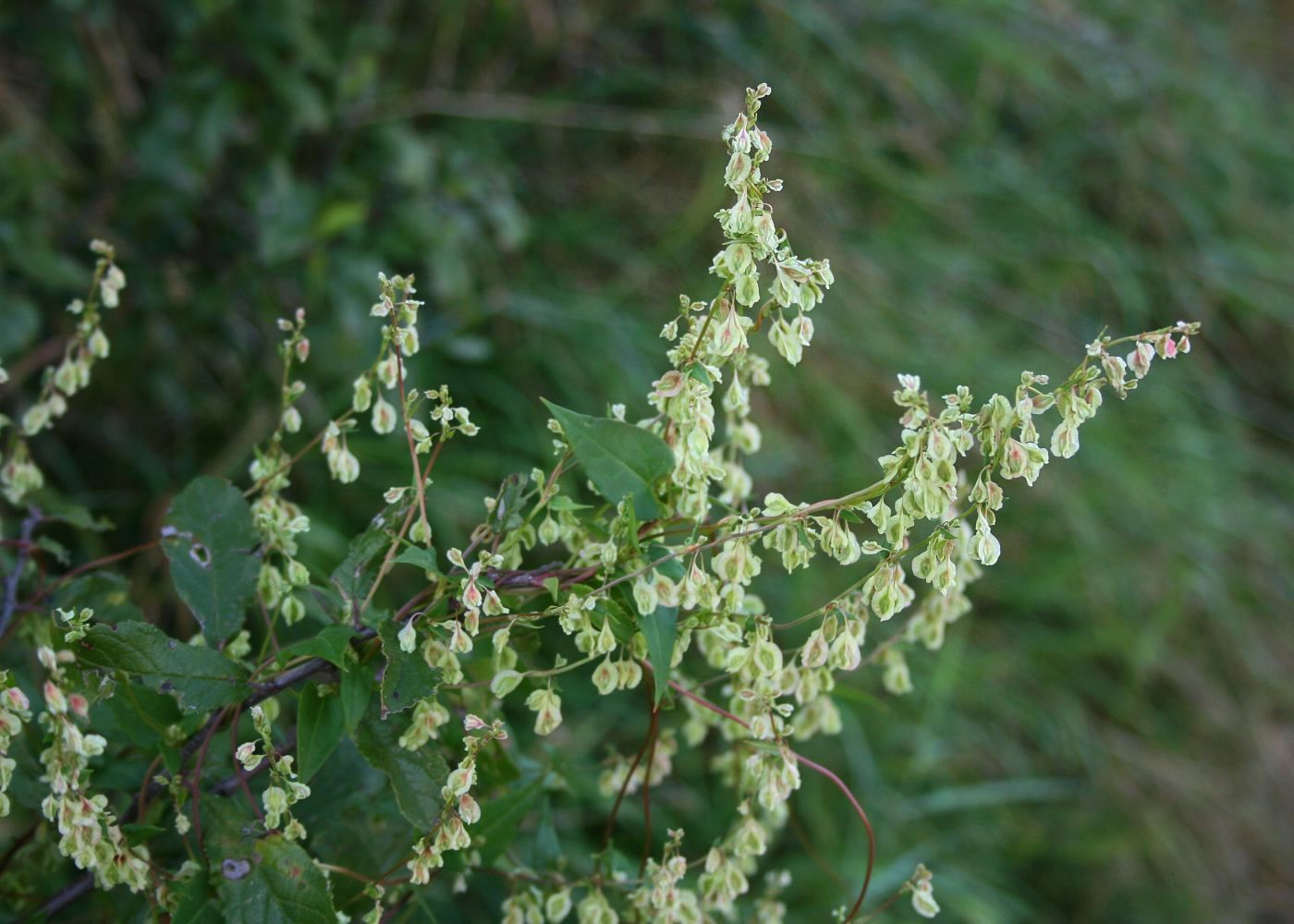
Heggenduizendknoop

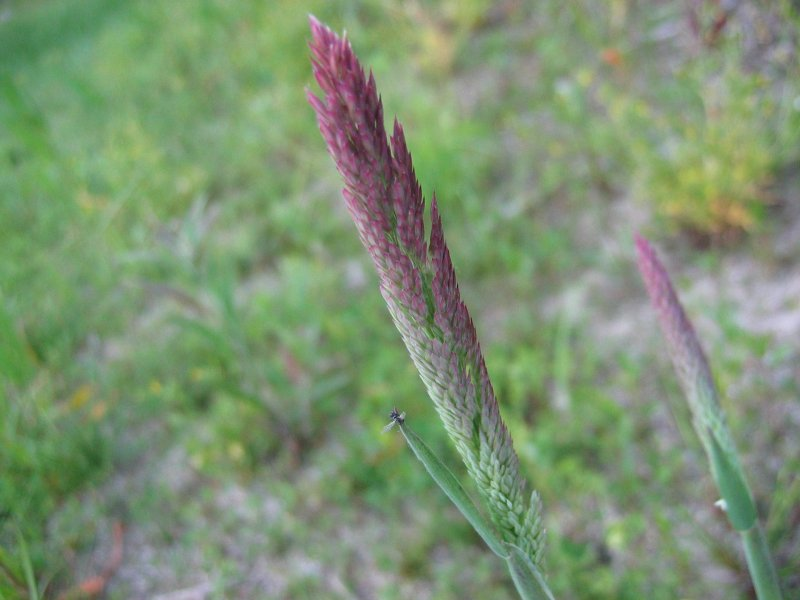
Gestreepte witbol

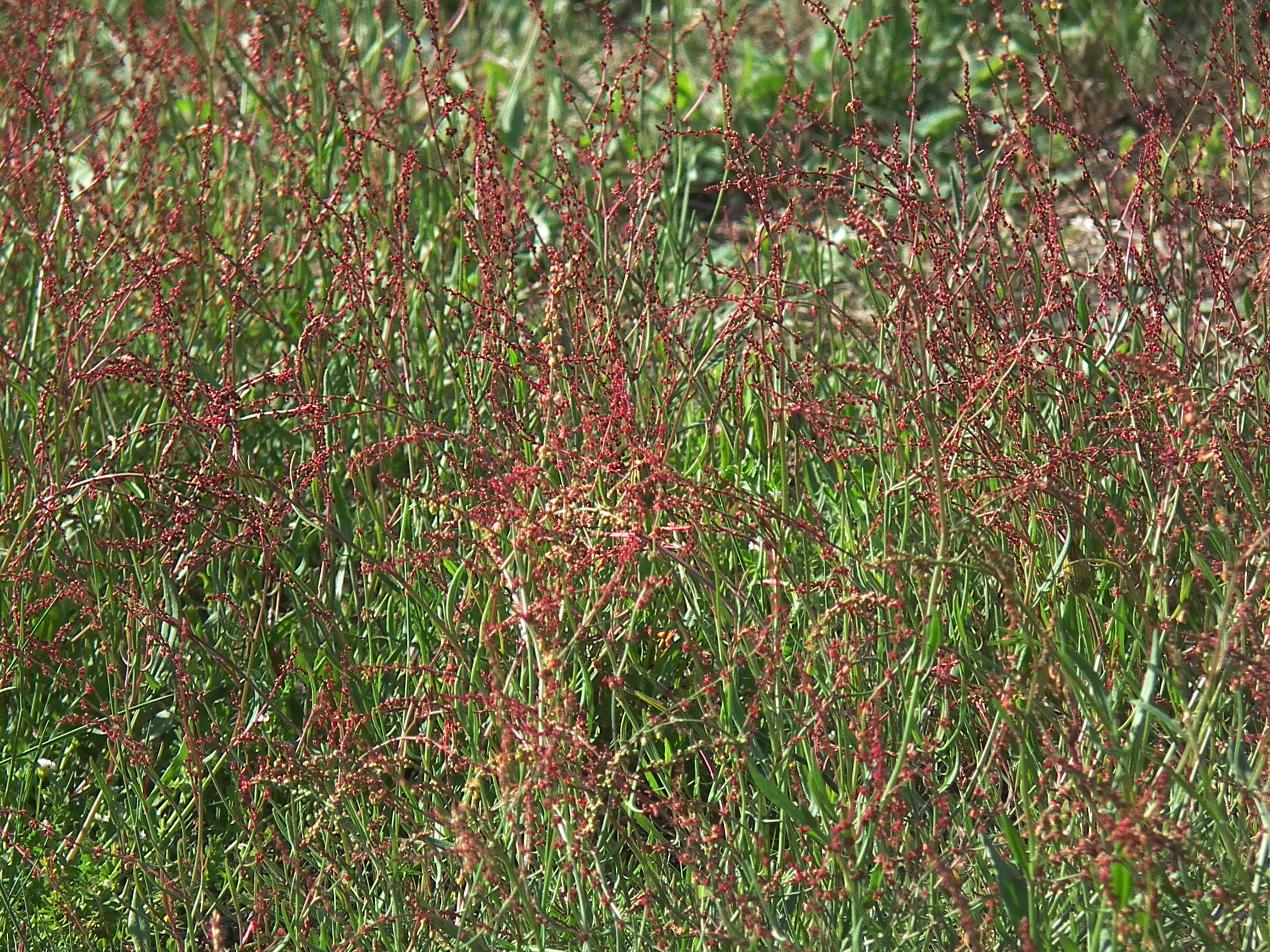
Schapenzuring

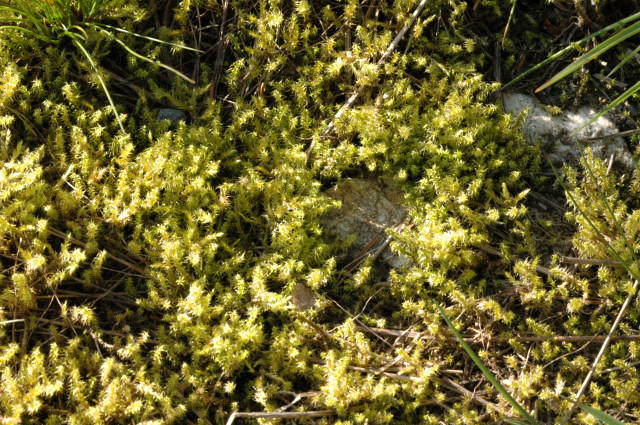
Gewoon haakmos

De associatie van hondsroos en jeneverbes is zeer soortenrijk, doch heeft geen specifieke kensoorten. Ze wordt in de regel gedomineerd door de jeneverbes, samen met andere struiken en kensoorten van de klasse als hondsroos, gewone vlier, eenstijlige meidoorn en sleedoorn. 
In de kruidlaag is de liaan heggenduizendknoop dominant. Verder vinden we een combinatie van planten van voedselarme graslanden en droge heiden, zoals zandzegge, schapenzuring en bochtige smele, en stikstofminnende planten als grote brandnetel, gestreepte witbol en drienerfmuur.
De moslaag is in deze vegetatie goed vertegenwoordigd, met als meest algemene soorten  gewoon haakmos, groot laddermos, gewoon dikkopmos en boogsterrenmos, doch bevat niet de rijkdom aan levermossen en korstmossen die kenmerkend zijn voor het drogere gaffeltandmos-jeneverbesstruweel.
De associatie omvat een hele reeks differentiërende soorten ten opzichte van de andere associaties van deze klasse, zoals veldzuring, duizendblad, veldbeemdgras, wilgenroosje, gewoon haakmos en boogsterrenmos.
In de onderstaande tabel staan de belangrijkste taxa van de associatie voor Nederland.
Boomlaag
| Kentaxon | Diff. soort | Presentie | Triviale naam | Botanische naam | Opmerking |
| -------- | ----------- | --------- | ------------- | --------------- | --------- |
|          |             | > 50%     | zomereik      | Quercus robur   |           |

Struiklaag
| Kentaxon | Diff. soort | Presentie | Triviale naam         | Botanische naam    | Opmerking |
| -------- | ----------- | --------- | --------------------- | ------------------ | --------- |
| kK       |             | 100%      | hondsroos             | Rosa canina        |           |
| kK       |             | > 70%     | gewone vlier          | Sambucus nigra     |           |
| kK       |             | > 70%     | eenstijlige meidoorn  | Crataegus monogyna |           |
| kK       |             | > 70%     | sleedoorn             | Prunus spinosa     |           |
|          |             | 100%      | jeneverbes            | Juniperus communis |           |
|          |             | > 60%     | wilde lijsterbes      | Sorbus aucuparia   |           |
|          |             | > 50%     | egelantier            | Rosa rubiginosa    |           |
|          |             | > 40%     | Amerikaanse vogelkers | Prunus serotina    |           |

Kruidlaag
| Kentaxon | Diff. soort | Presentie | Triviale naam      | Botanische naam                   | Opmerking |
| -------- | ----------- | --------- | ------------------ | --------------------------------- | --------- |
|          |             | 100%      | zandzegge          | Carex arenaria                    |           |
|          |             | > 90%     | heggenduizendknoop | Fallopia dumetorum                |           |
|          |             | > 90%     | gestreepte witbol  | Holcus lanatus                    |           |
|          |             | > 90%     | schapenzuring      | Rumex acetosella                  |           |
|          | dA          | > 80%     | veldzuring         | Rumex acetosa                     |           |
|          |             | > 70%     | bochtige smele     | Avenella flexuosa                 |           |
|          |             |           | grote brandnetel   | Urtica dioica                     |           |
|          |             |           | drienerfmuur       | Moehringia trinervia              |           |
|          |             |           | gewoon struisgras  | Agrostis cappilaris               |           |
|          |             |           | grasklokje         | Campanula rotundifolia            |           |
|          |             |           | zandstruisgras     | Agrostis vinealis                 |           |
|          |             |           | muizenoor          | Pilosella officinarum             |           |
|          | dA          |           | duizendblad        | Achillea millefolium              |           |
|          | dA          |           | veldbeemdgras      | Poa pratensis                     |           |
|          | dA          |           | gewone hoornbloem  | Cerastium fontanum subsp. vulgare |           |
|          | dA          |           | wilgenroosje       | Chamerion angustifolium           |           |
|          | dA          |           | smalle stekelvaren | Dryopteris carthusiana            |           |
|          | dA          |           | gewone eikvaren    | Polypodium vulgare                |           |
|          | dA          |           | grasmuur           | Stellaria graminea                |           |
|          | dA          |           | waterpeper         | Persicaria hydropiper             |           |
|          | dA          |           | rankende helmbloem | Ceratocapnos claviculata          |           |

Moslaag
| Kentaxon | Diff. soort | Presentie | Triviale naam          | Botanische naam            | Opmerking |
| -------- | ----------- | --------- | ---------------------- | -------------------------- | --------- |
|          | dA          | > 90%     | gewoon haakmos         | Rhytidiadelphus squarrosus |           |
|          |             | > 80%     | groot laddermos        | Pseudoscleropodium purum   |           |
|          |             | > 80%     | gewoon dikkopmos       | Brachythecium rutabulum    |           |
|          | dA          | > 80%     | rond boogsterrenmos    | Plagiomnium affine         |           |
|          |             |           | gesnaveld klauwtjesmos | Hypnum cupressiforme       |           |
|          |             |           | bronsmos               | Pleurozium schreberi       |           |
|          |             |           | gewoon gaffeltandmos   | Dicranum scoparium         |           |
|          | dA          |           | gewoon peermos         | Pohlia nutans              |           |
|          | dA          |           | gewoon pluisjesmos     | Dicranella heteromalla     |           |
|          | dA          |           | gewoon kantmos         | Lophocolea bidentata       |           |
|          | dA          |           | heidefranjemos         | Ptilidium ciliare          |           |
|          | dA          |           | gewoon knopjesmos      | Aulacomnium androgynum     |           |

Orde: Sleedoorn-orde (Prunetalia spinosae)

Verbond: Verbond van sleedoorn en bramen (Pruno-Rubion sprengelii)

Associaties:
Associatie van rode kornoelje en fraaie kambraam (Corno sanguineae-Rubetum vestiti)
 Associatie van sleedoorn en rode grondbraam (Pruno spinosae-Rubetum sprengelii) 
Associatie van egelantier en gedraaide koepelbraam (Roso rubiginosae-Rubetum affinis)

Verbond: Verbond van sleedoorn en meidoorn (Carpino-Prunion)

Associaties:
Associatie van sleedoorn en eenstijlige meidoorn (Pruno-Crataegetum)
 Associatie van hondsroos en jeneverbes (Roso-Juniperetum)

Verbond: Liguster-verbond (Berberidion vulgaris)

Associaties:
Associatie van wegedoorn en eenstijlige meidoorn (Rhamno-Crataegetum)
Associatie van rozen en liguster (Pruno spinosae-Ligustretum)
Associatie van hazelaar en purperorchis (Orchido-Cornetum)

Orde: Trosvlier-orde (Sambucetalia racemosae)

Verbond: Verbond van trosvlier en boswilg (Sambuco racemosae-Salicion capreae)

Associaties:
 Boswilg-associatie (Salicetum capreae)
Verbond: Verbond van wijfjesvaren en framboos (Athyrio filicis-feminae-Rubion idaei)

Associaties:
Associatie van schaduwkruiskruid en tere woudbraam (Senecioni ovati-Rubetum iuvenis)

Associatie van trosvlier en ruwe raspbraam (Sambuco racemosae-Rubetum rudis)
Associatie van sierlijke woudbraam (Rubetum pedemontani)